# أستوديوهات أمازون
استوديوهات أمازون (بالإنجليزية: Amazon MGM Studios)‏. هي شركة تابعة لشركة أمازون ، مختصة في تطوير المسلسلات التلفزيونية، وتوزيع وإنتاج الأفلام والمجلات المصورة عبر الأنترنيت. بدأت في أواخر عام 2010. يتم توزيع إنتاجات الشركة عبر خدمة أمازون فيديو، منصة بث الفيديو الرقمية حسب الطلب الخاصة بشركة أمازون، والمنافسة لمثيلاتها نتفليكس وهولو.

## الأفلام

### 2016
- شيطان النيون (بالإنجليزية: The Neon Demon)‏.
- صانع الفساتين (بالإنجليزية: The Dressmaker)‏.
- الخادمة (بالإنجليزية: The Handmaiden)‏.
- مانشستر باي ذا سي (بالإنجليزية: Manchester by the Sea)‏، فاز الفيلم بجائزتي أوسكار: أفضل ممثل (كيسي أفليك)، و أفضل سيناريو أصلي (كينيث لونيرغان).

### 2017
- الجدار (بالإنجليزية: The Wall)‏.
- الولد الوحيد في نيويورك (بالإنجليزية: The Only Living Boy in New York)‏.
- البائع (بالإنجليزية: The Salesman)‏، فاز الفيلم بجائزة الأوسكار لأفضل فيلم بلغة أجنبية.
- حالة براد (بالإنجليزية: Brad's Status)‏.
- آخر علم طائر (بالإنجليزية: Last Flag Flying)‏.

### 2018
- غرينغو (بالإنجليزية: Gringo)‏.

## وصلات خارجية
- الموقع الرسمي